# 鹤甫碱茅
鹤甫碱茅（学名：Puccinellia hauptiana），为禾本科碱茅属下的一个植物种。